# Irene de Tancor
Santa Irene de Tancor (ca. 635 - 653), fue una religiosa portuguesa nacida, según la tradición, en el área próxima a la actual ciudad de Tomar, Portugal, en el siglo VII. En portugués moderno se la conoce con el nombre de Santa Iria.

## Leyenda
Una bella (y única) colección de azulejos en el interior de la iglesia de la localidad de Santa Iria de Azóia (municipio de Loures), nos narra con detalle la leyenda de esta santa.
Iria habría nacido de una familia influyente de la localidad de Nabância, tradicionalmente identificada con Tomar, aunque recientes estudios arqueológicos la sitúen a unos 2 km al sur del actual centro histórico de esta ciudad (la Tomar romana y visigoda se llamaba Selio). Sus padres decidieron protegerla enviándola desde muy temprana edad a un convento de monjas, y colocándola bajo la tutela de un venerable monje, al que la leyenda da el nombre de Remigio. Como sucede en multitud de historias de mártires, Irene decidió en aquel momento, y mantuvo durante toda su vida, la firme decisión de dedicar su vida solo a Dios.
Sin embargo, al crecer y alcanzar la pubertad, su belleza iba a causarle multitud de problemas. Tuvo que enfrentarse, en primer lugar, a las insinuaciones de su propio maestro Remigio, a quien la joven tuvo que regañar escandalizada, dejando al anciano monje resentido con ella. Después le llegaron las desesperadas tentativas de un joven noble local llamado Britaldo, quien llegó al punto de enfermar por causa de su pasión por ella; para ayudarle a sanar, Irene prometió a Britaldo que no sería nunca de ningún hombre por razón de su voto de castidad.
Remigio aprovechó el momento para vengarse de Irene y, simulando pedirle la reconciliación, le dio a beber un brebaje que, al cabo de semanas, provocó una hinchazón en el vientre de la joven. Como resultado, comenzó a correr la voz de que se había quedado embarazada, e incluso fue expulsada de su convento. Britaldo, considerándose traicionado por Irene, contrató a un asesino; el matón se acercó a la joven mientras rezaba junto al río Nabão en un paraje solitario, la apuñaló, y arrojó su cuerpo sin vida al agua. El cuerpo de la joven fue arrastrado por la corriente hacia el Cécere, y de éste hacia el Tajo, quedando varado al pie de la ciudad de Scalabis, donde los ángeles lo depositaron en un túmulo de mármol.
Los aldeanos achacaron la súbita desaparición de la joven a que habría huido con algún amante, padre de la criatura que esperaba en su vientre. Pero sigue la leyenda diciendo que el abad benedictino Celio, tío de Irene, recibió del propio Jesucristo la revelación de la verdadera historia de lo que le había sucedido a su sobrina, y que informó de todo ello a los habitantes de Nabância. Se organizó entonces una frenética búsqueda del cuerpo santo río abajo, hasta que encontraron el túmulo al pie de Scalabis. Y dado que les resultó imposible mover de allí el túmulo y los restos, allí se tuvieron que quedar, y acabaron por ser cubiertos de nuevo por las aguas del río.

## Culto
Sea cual sea el trasfondo histórico de esta leyenda, el hecho es que la devoción local por el santo cuerpo de esta doncella (considerada mártir por ser fiel a su voto de virginidad) debió de crecer mucho en plena época visigoda, hasta el punto de que la ciudad de Scalabis acabó por verse rebautizada en algún momento como Santarém (de "Santa Irene"), porque así es como aparece ya en los registros árabes.
Cuenta la tradición que la reina Santa Isabel reencontró en el río Tajo la olvidada sepultura de Santa Irene seis siglos más tarde, al pie del promontorio donde se asienta Santarém, en el lugar donde hoy en día hay un monumento dedicado a la santa. En las cercanías de este monumento hay una iglesia dedicada a Santa Iria, situada en la freguesia (parroquia civil) de Ribeira de Santarém.
El hecho es que los restos de la santa mártir no se conservan en ningún lugar: supuestamente, su tumba continúa perdida en el lecho del río Tajo, cubierta por las aguas.
Santa Iria es la patrona principal de la ciudad de Tomar, y su fiesta se celebra el 20 de octubre. En esta localidad se conserva, junto al río Nabão, un muro con un nicho y una imagen de la santa que, según la tradición, recuerda el lugar específico donde la joven fue asesinada. Allí se levantaron un convento (actualmente abandonado) y una iglesia anexa donde se venera a la patrona.

## Galería fotográfica

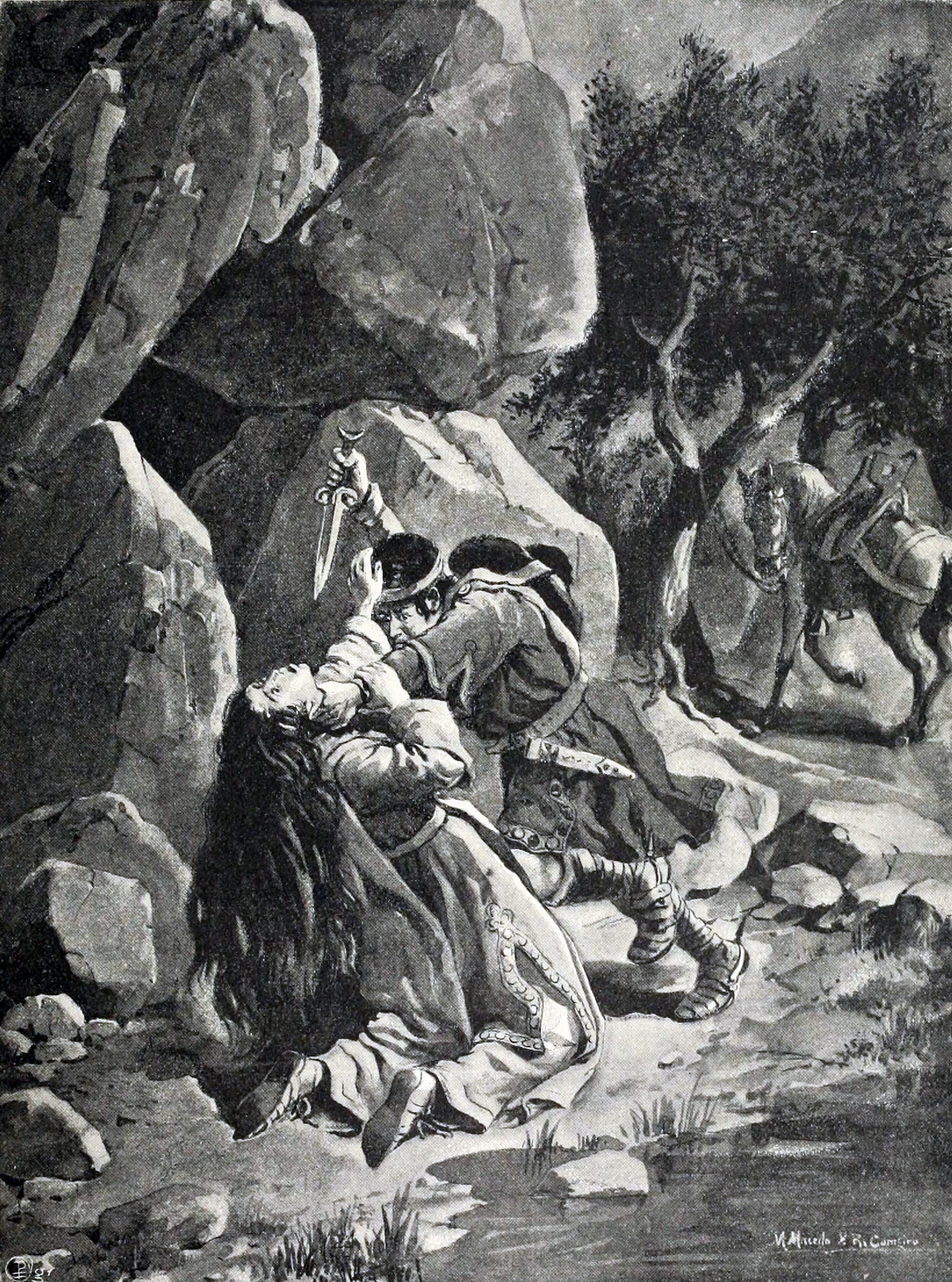
El asesinato de Iría, litografio de Manuel Macedo y Alfredo Roque Gameiro, 1904.
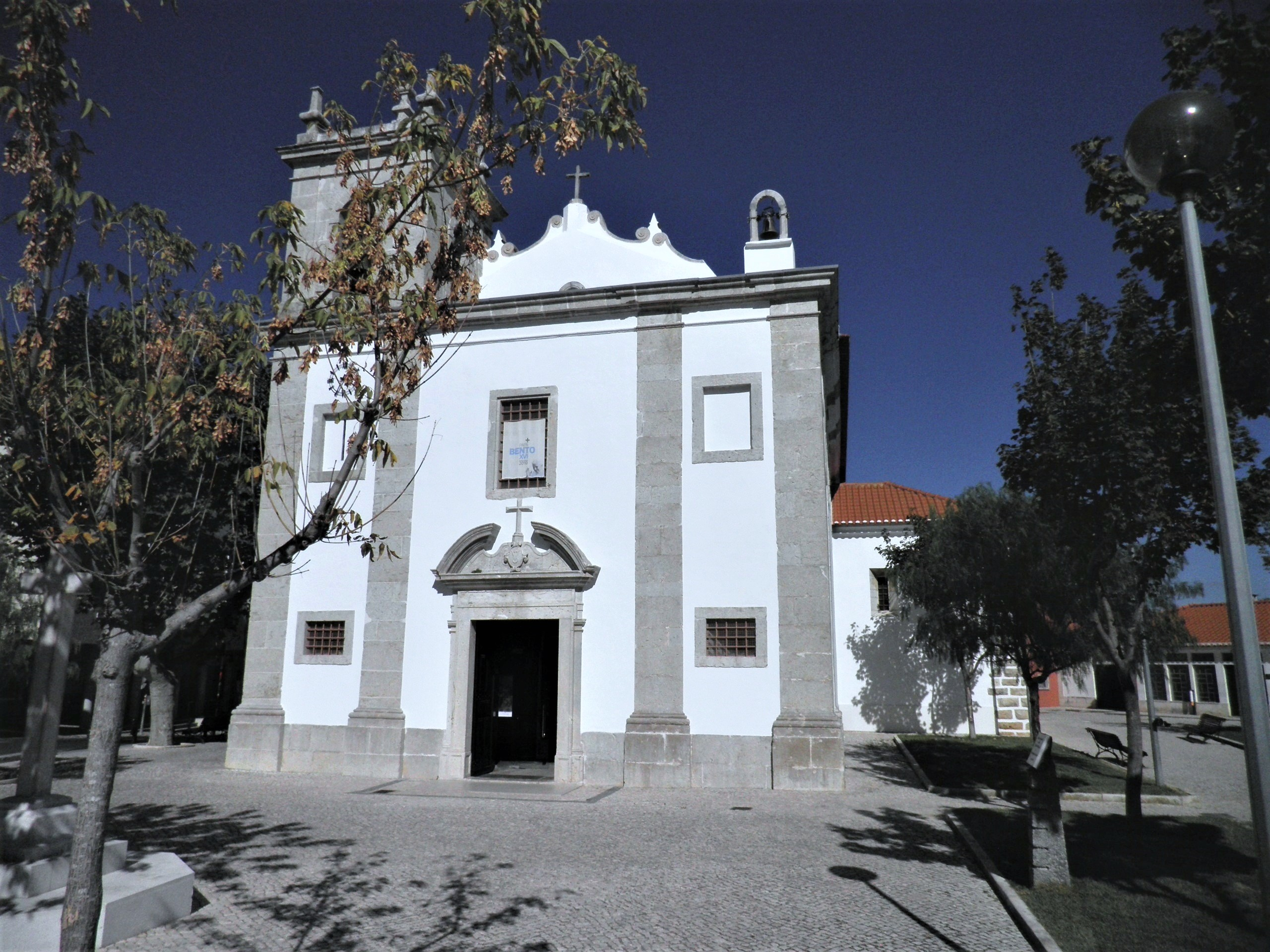
Iglesia parroquial de Santa Iria de Azóia, donde una colección de azulejos única narra la leyenda de la santa.
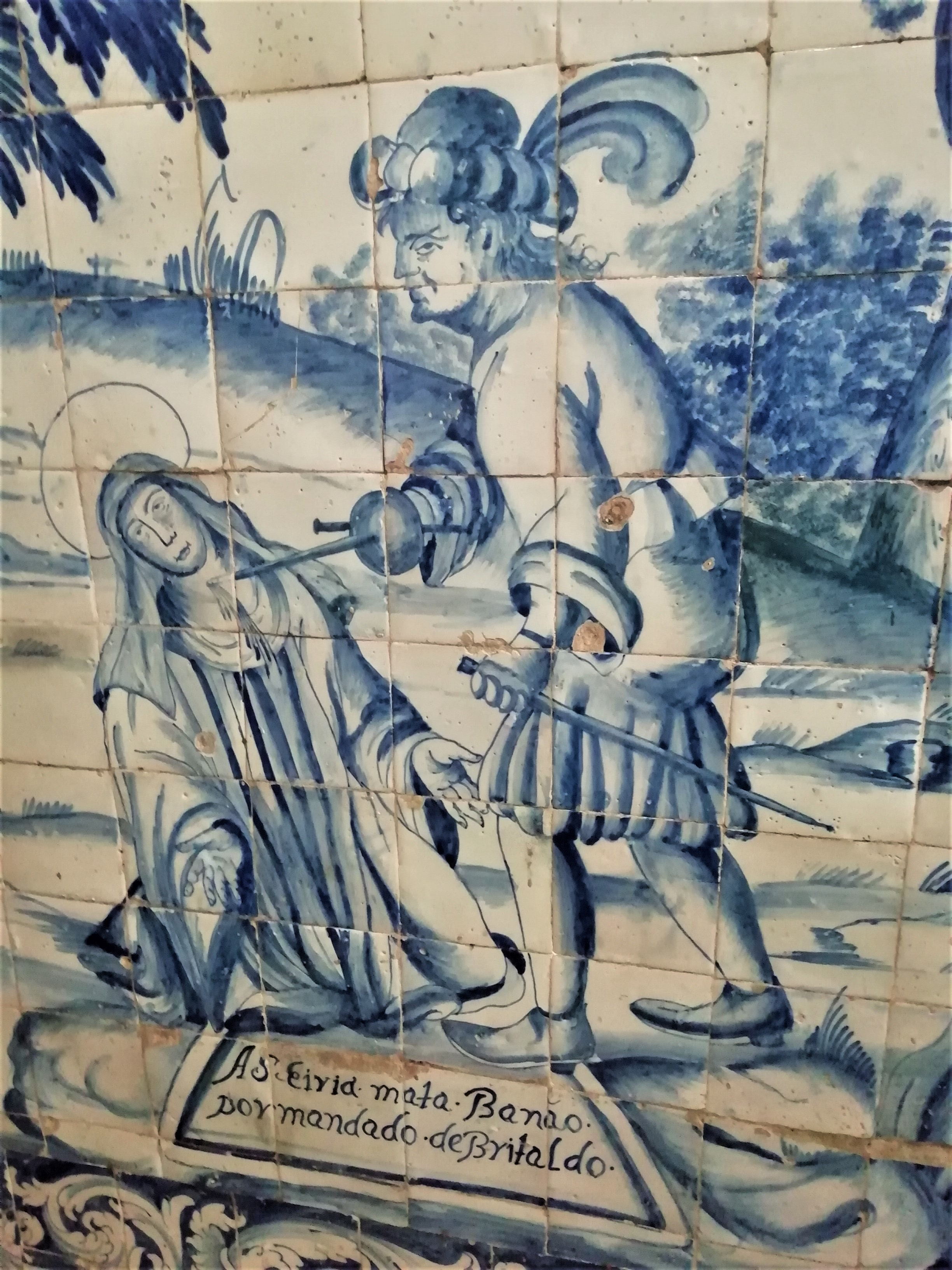
Detalle de los azulejos de la iglesia de Santa Iria de Azoia, donde se representa el asesinato de la joven.
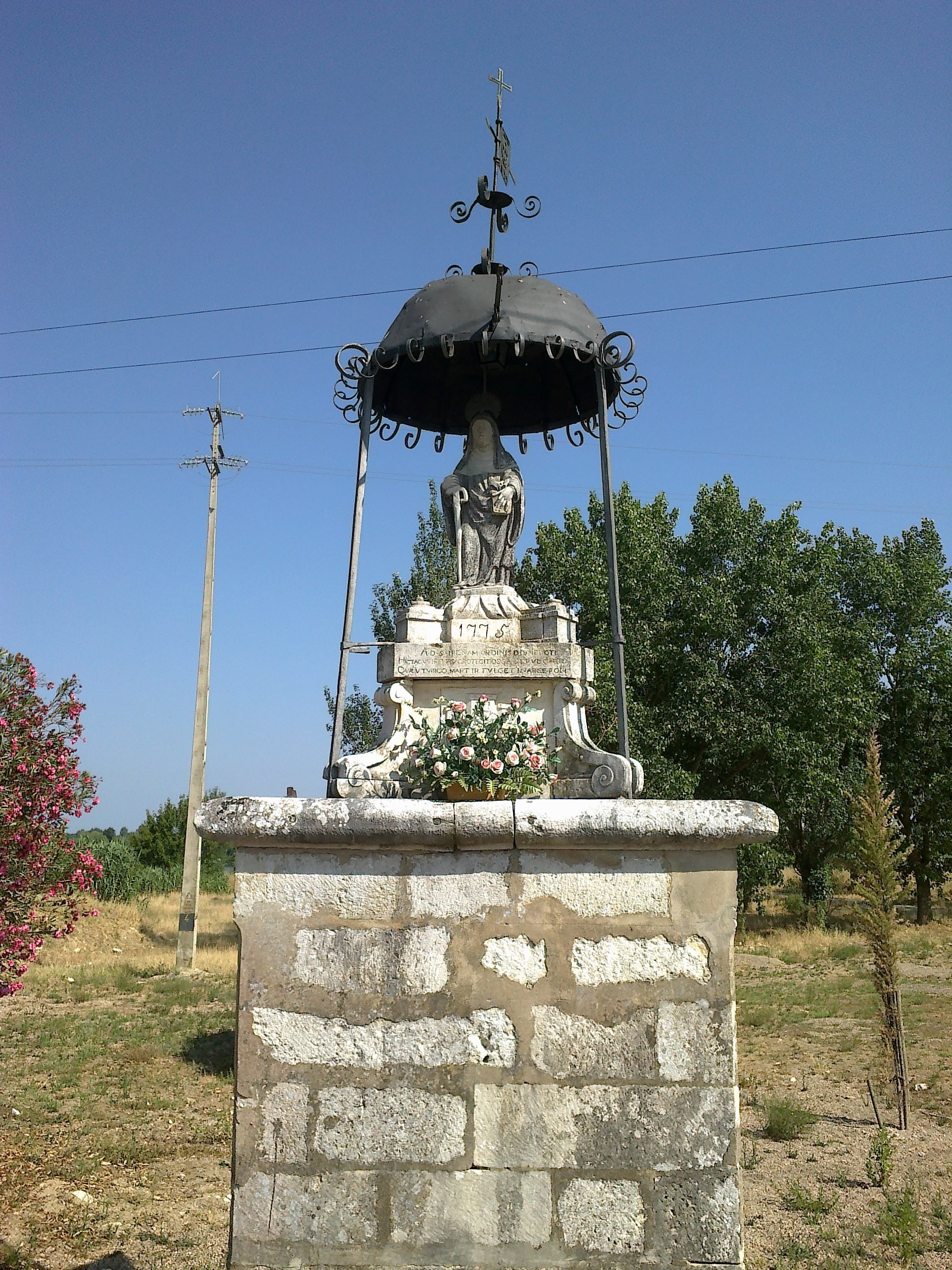
Monumento junto al río Tajo, en Santarém, en el lugar donde se encontró el cuerpo de Santa Iria.
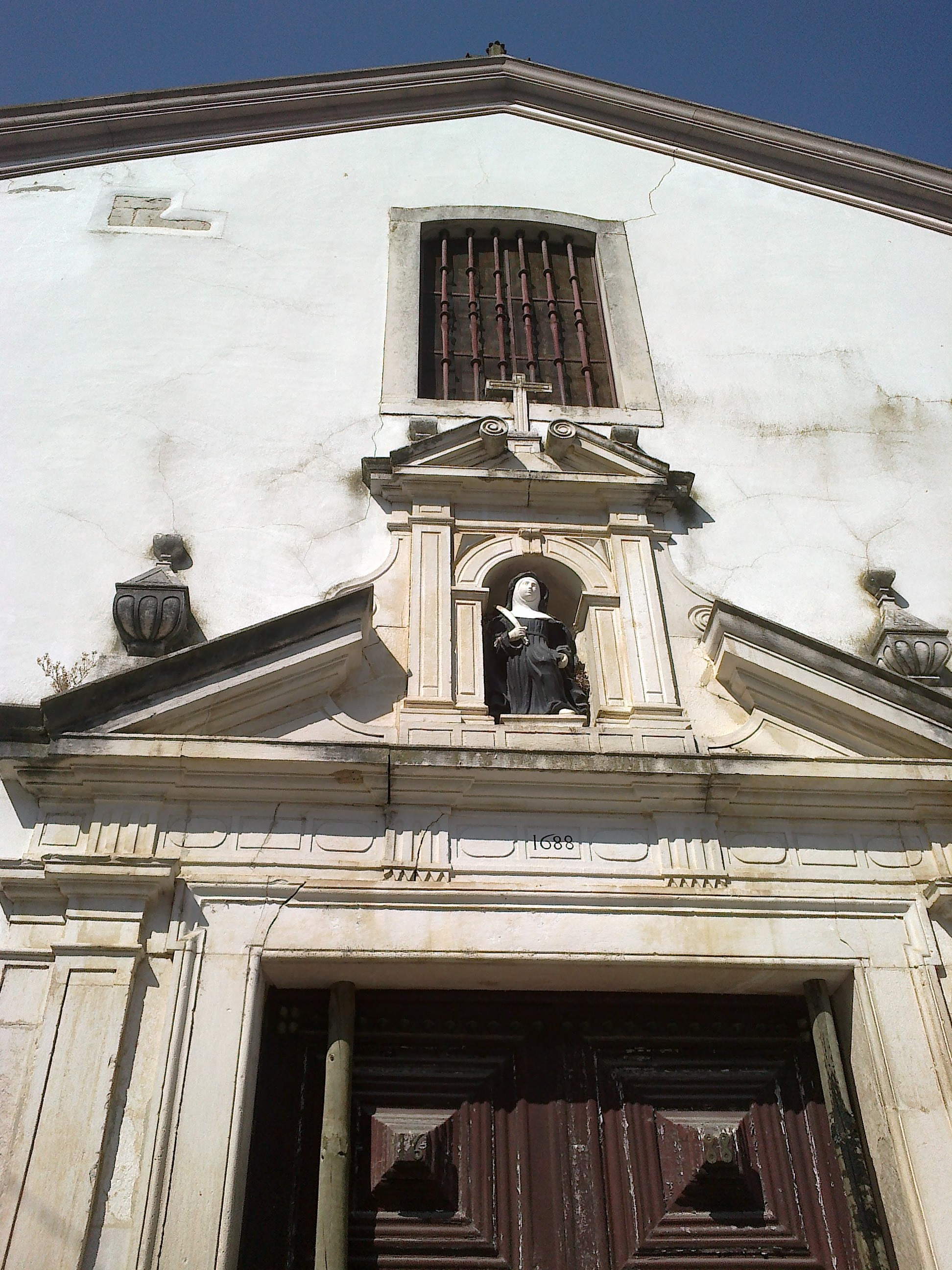
Fachada de la iglesia de Santa Iria, en la freguesia de Ribeira de Santarém.
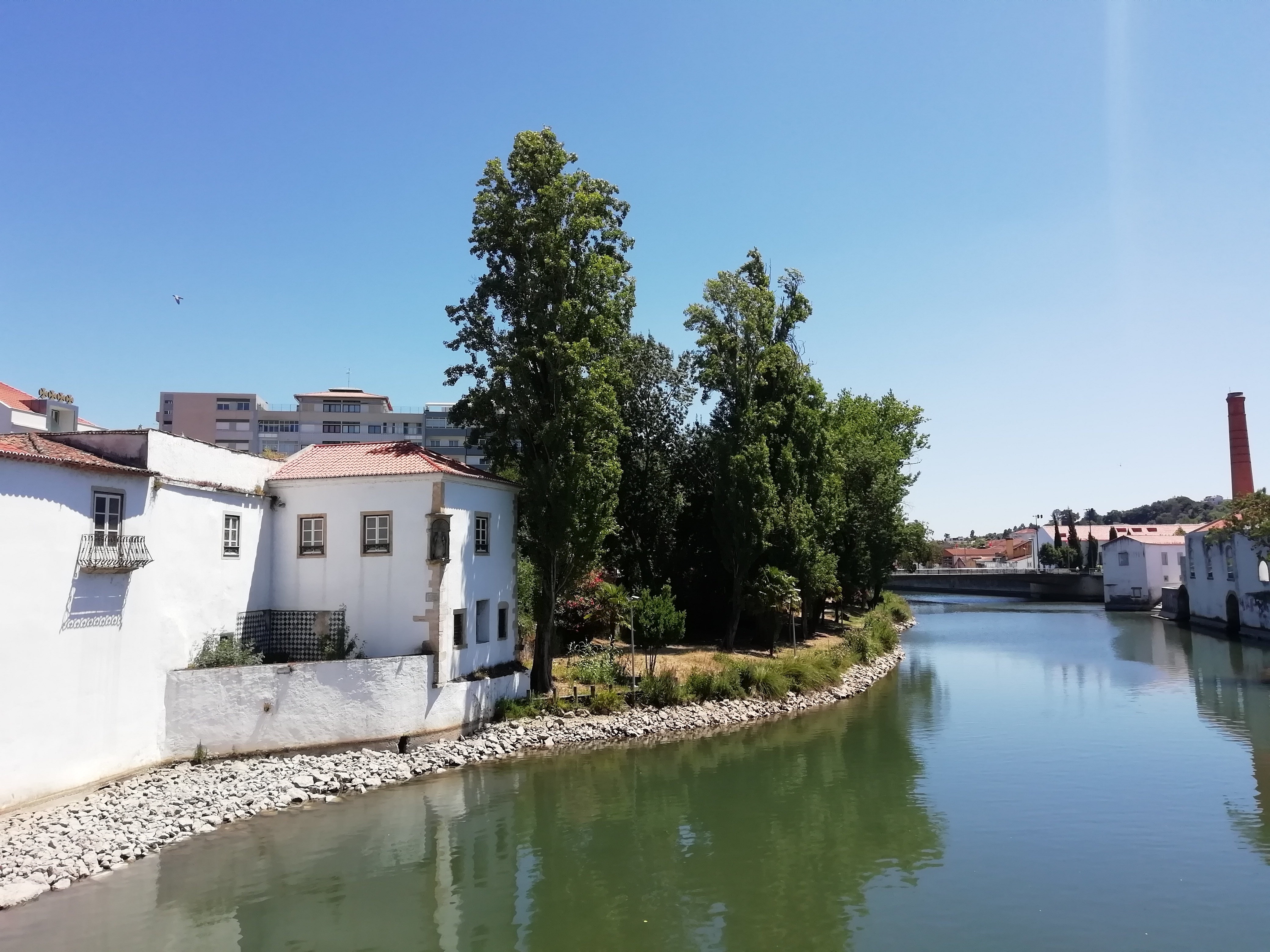
Tomar. Lugar del río Nabão donde la tradición sitúa el asesinato de Santa Irene, señalado por un nicho con la estatua de la santa.
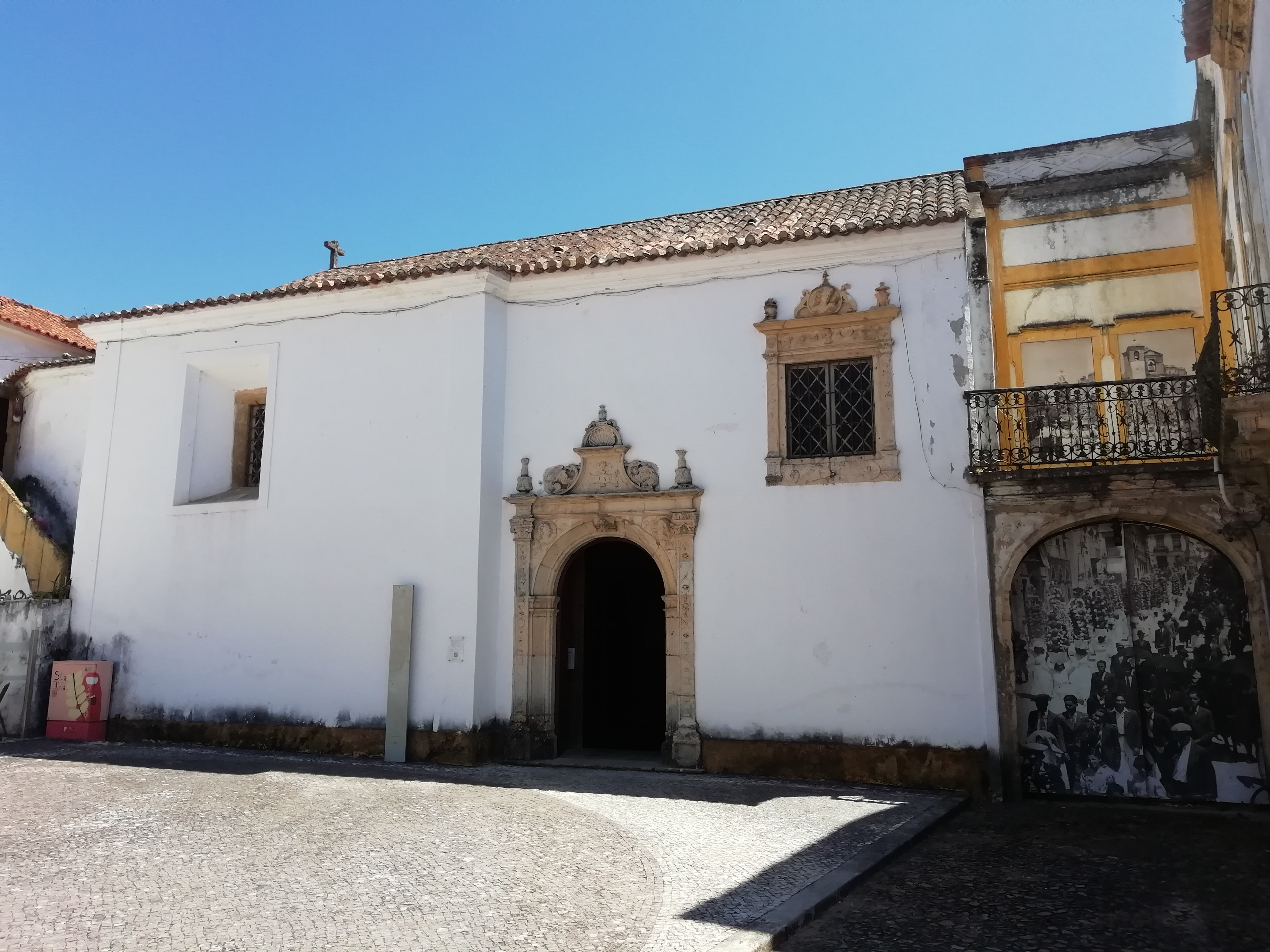
Entrada de la iglesia de Santa Irene (Iría), patrona de Tomar, anexa al antiguo convento levantado junto al lugar donde la joven murió.